# Piroforicitate

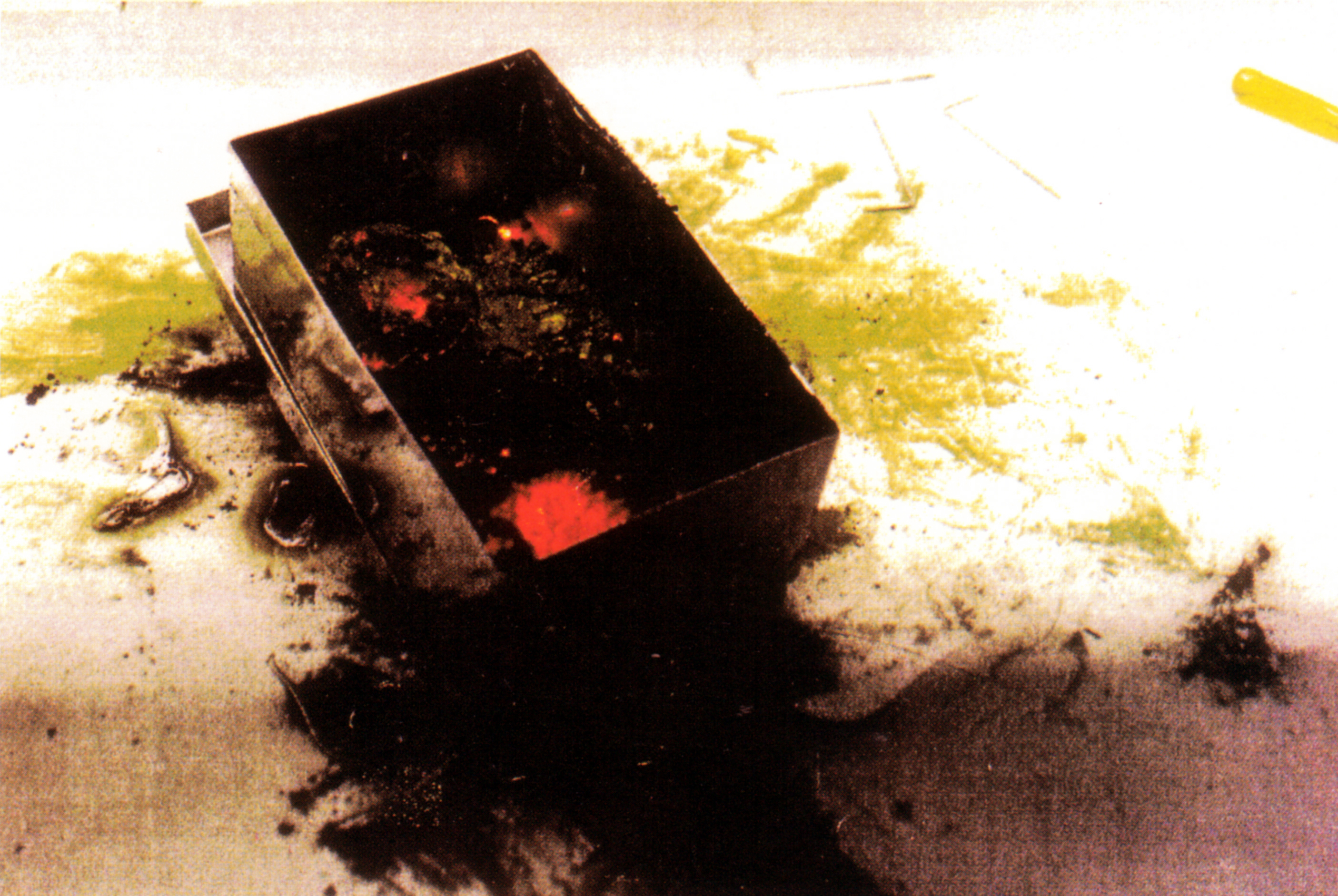
Piroforicitatea plutoniului

Piroforicitatea (din grecesul πυροφόρος, pyrophoros, „purtător de foc”) este proprietatea unei substanțe de a se aprinde spontan în contact cu oxigenul sau cu aerul (prin frecare sau ciocnire), la temperaturi de sub 55 oC. Exemple sunt sulfura de fier sau unele metale reactive precum plutoniul și uraniul, în formă de pulbere sau în secțiune fină. Materialele piroforice reacționează adesea cu apa și se aprind când intră în contact cu apa sau cu aerul umed. Acestea pot fi manipulate în condiții de siguranță în atmosferă de argon sau  de azot (cu câteva excepții). Majoritatea incendiilor piroforice ar trebui stinse cu un stingător de incendiu de clasă D pentru metale.